# Église et couvent des dominicains de Tarnobrzeg
L'église de l'Assomption et le couvent des dominicains (en polonais Sanktuarium Matki Bożej Dzikowskiej) forment un ensemble architectural historique de la ville de Tarnobrzeg en Pologne.

## Historique
L'église, dédiée à l'Assomption, et le couvent de l'ordre des frères prêcheurs ont été fondés en 1676 par la famille Tarnowski qui offre en plus aux dominicains le village de Radowaz. La première église est en bois. Les dominicains la reconstruisent en pierre en 1693. Un incendie détruit le 22 juin 1703 la majeure partie construite en bois du couvent. De nouveaux travaux commencent pour reconstruire totalement le couvent et l'église en style baroque, d'après les plans de Jan Michał Link. Ils sont consacrés en août 1706 par Mgr Biegański, évêque du lieu. le maître-autel de l'église, avec son retable, est un exemple remarquable du baroque polonais.
L'intérieur de l'église est réaménagé en 1782, mais un nouvel incendie survient dans la nuit du 5 au 6 juin 1862 qui détruit l'orgue et une partie du couvent. D'importants travaux de restauration ont lieu en 1909.
L'ensemble souffre encore au début de la Première Guerre mondiale; les soldats autrichiens saccagent l'intérieur. L'icône - fort révérée dans la région - de Notre-Dame de Dzików (fêtée le 8 septembre) est mise en sécurité au château des Tarnowski.
L'ensemble est restauré dans les années 1930, et encore entre 2014 et 2019. En 2019, des nouvelles fresques sont dévoilées.

## Galerie

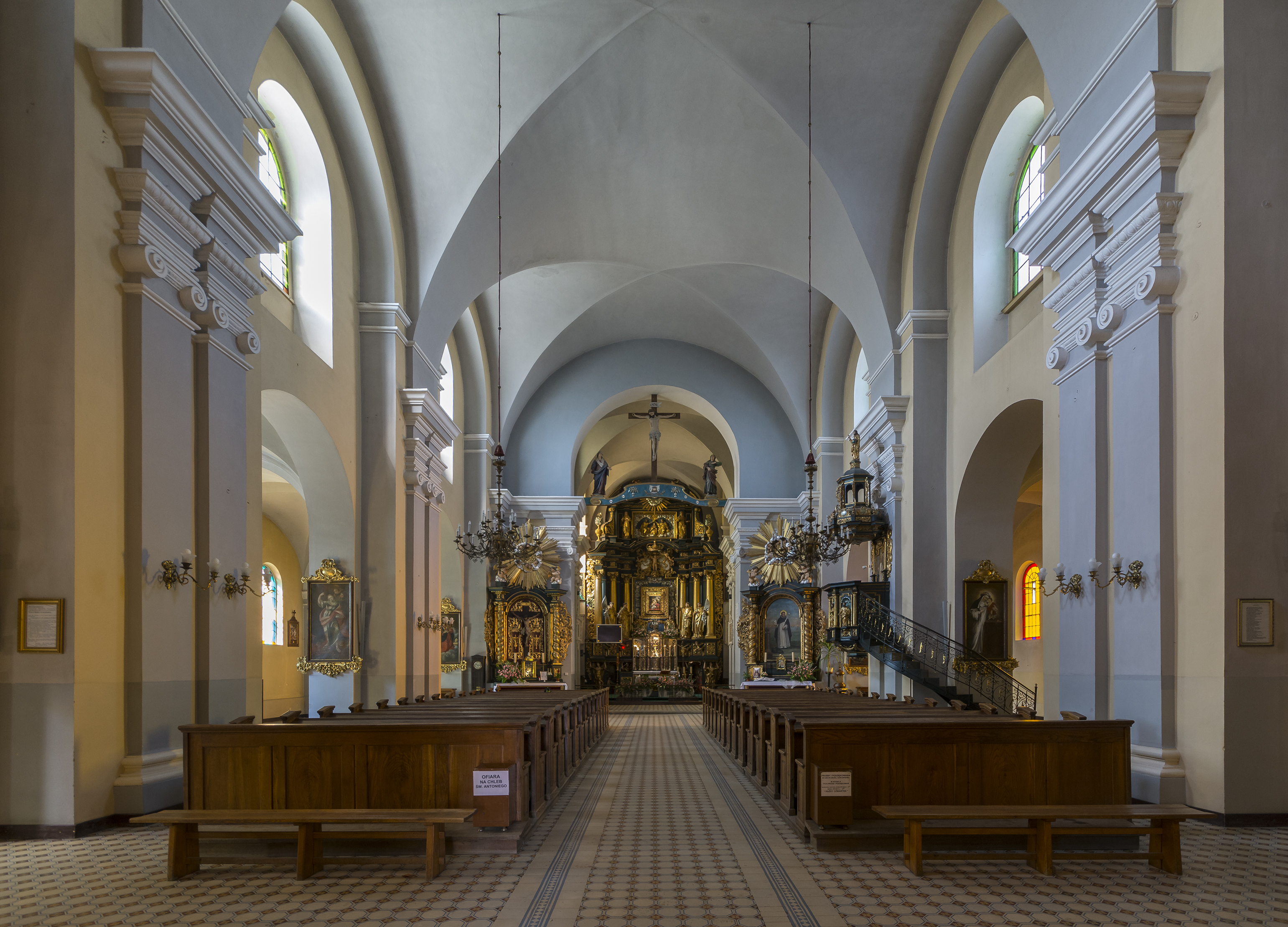
Intérieur du sanctuaire
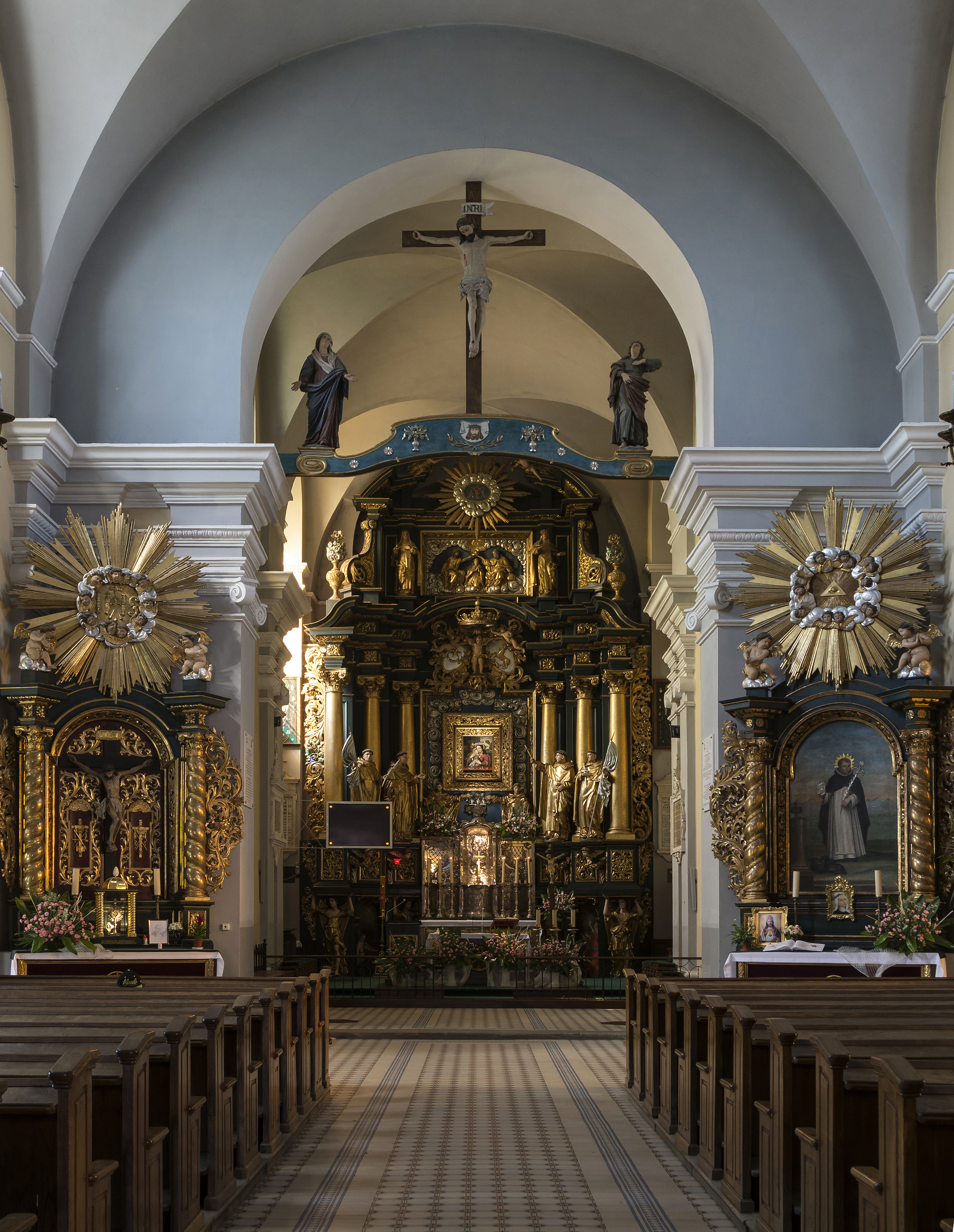
Autel principal
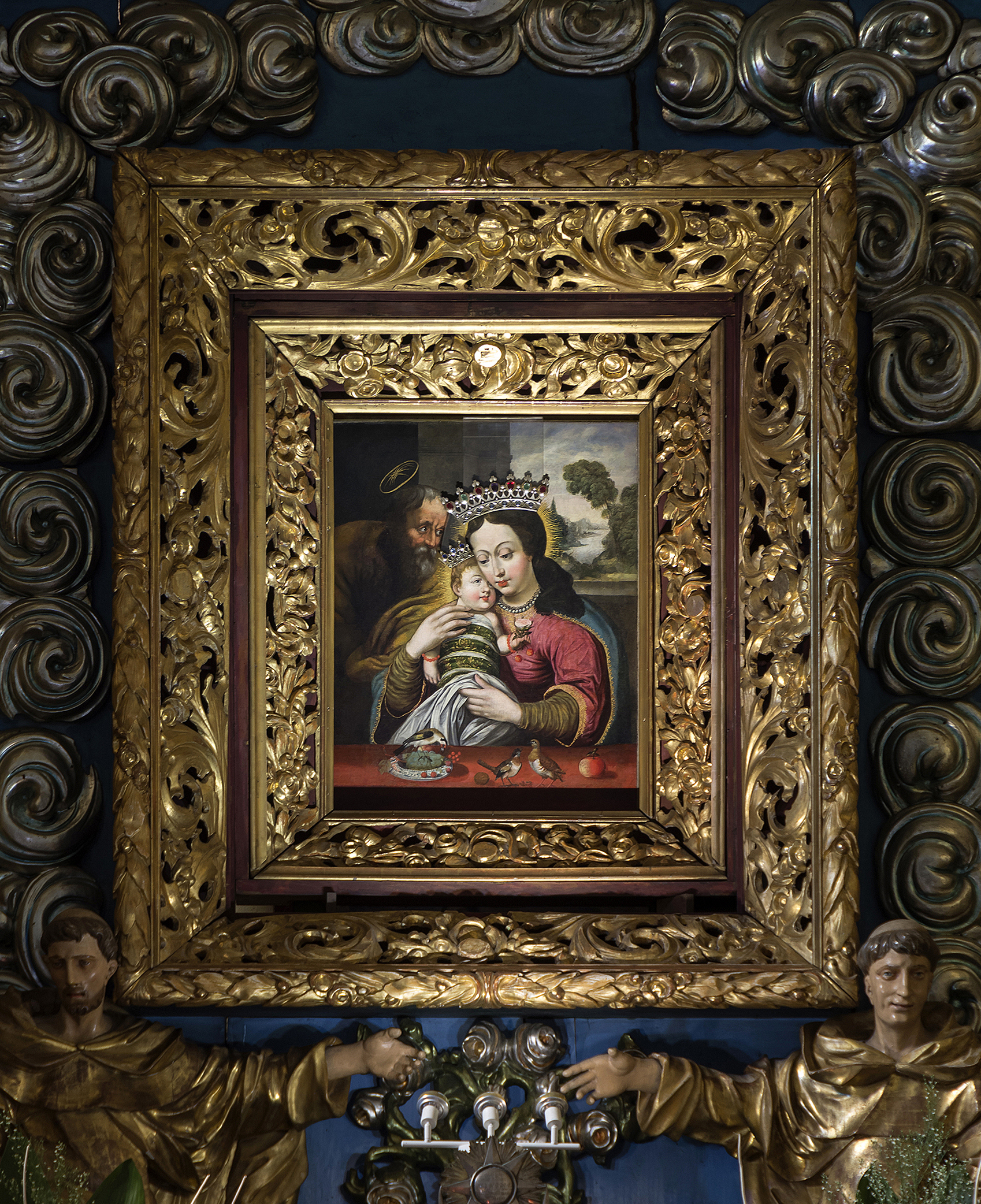
Tableau de Notre-Dame de Dzików
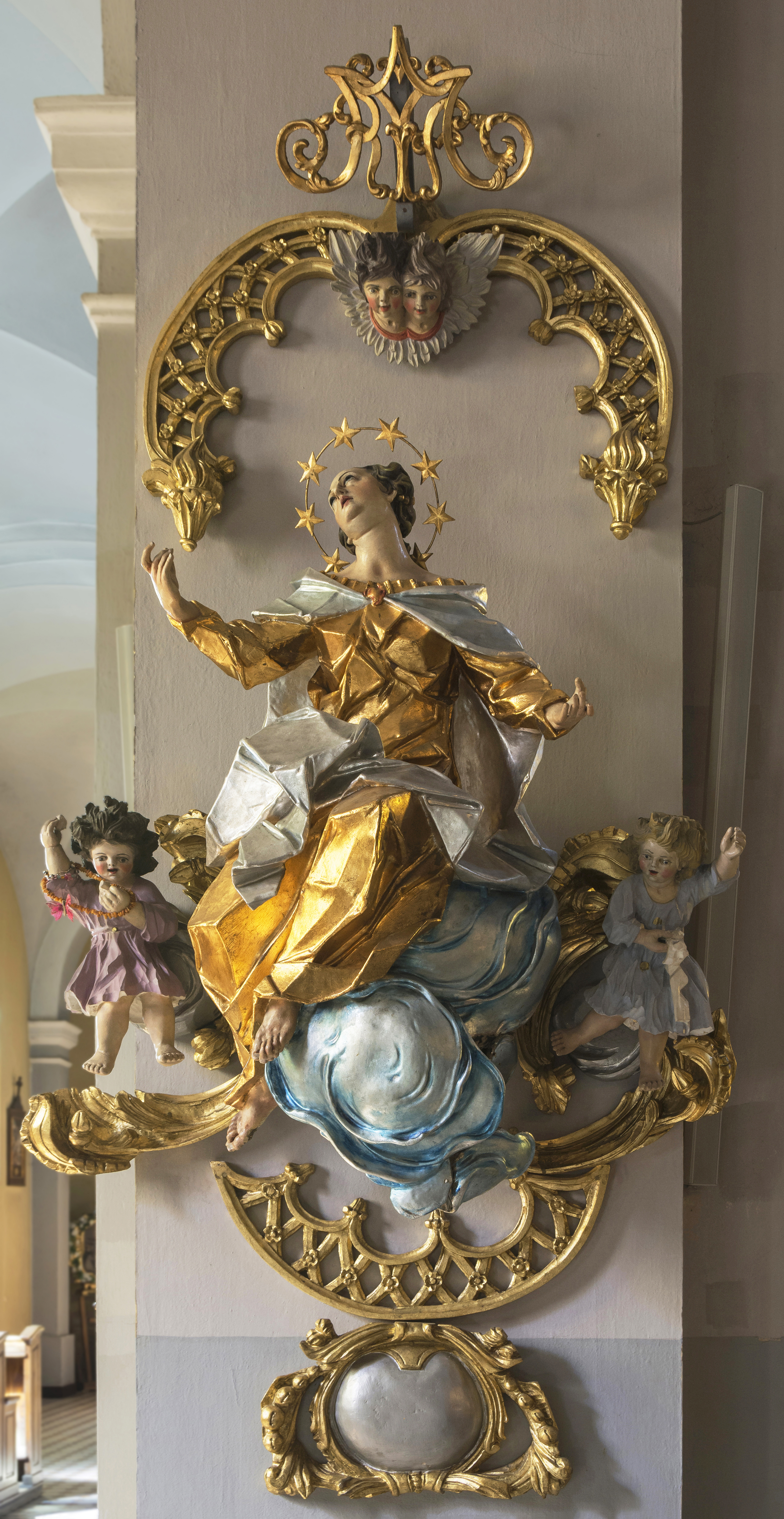
L’Assomption de la Très Sainte Vierge Marie
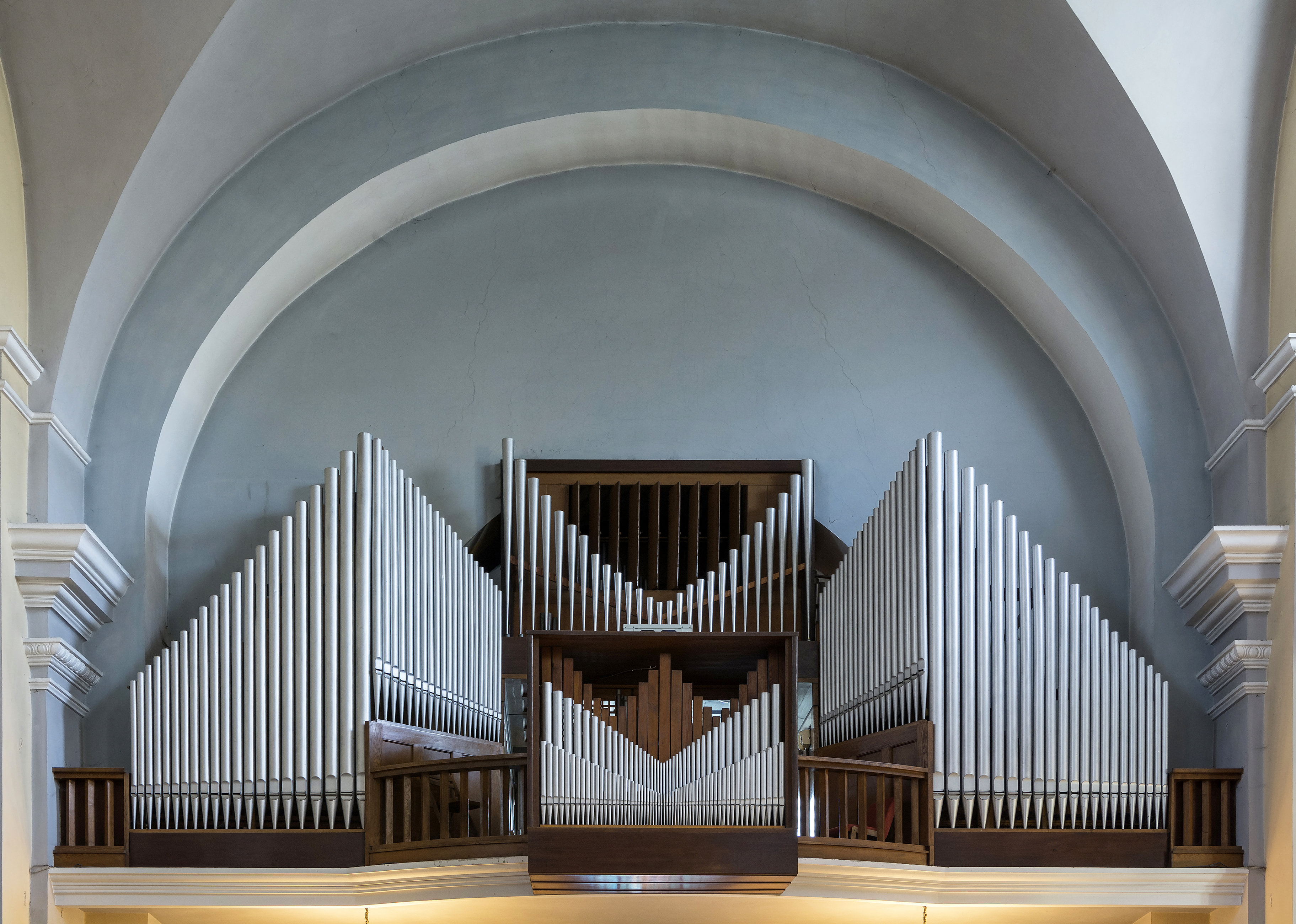
Orgue